# Biltransportsläp

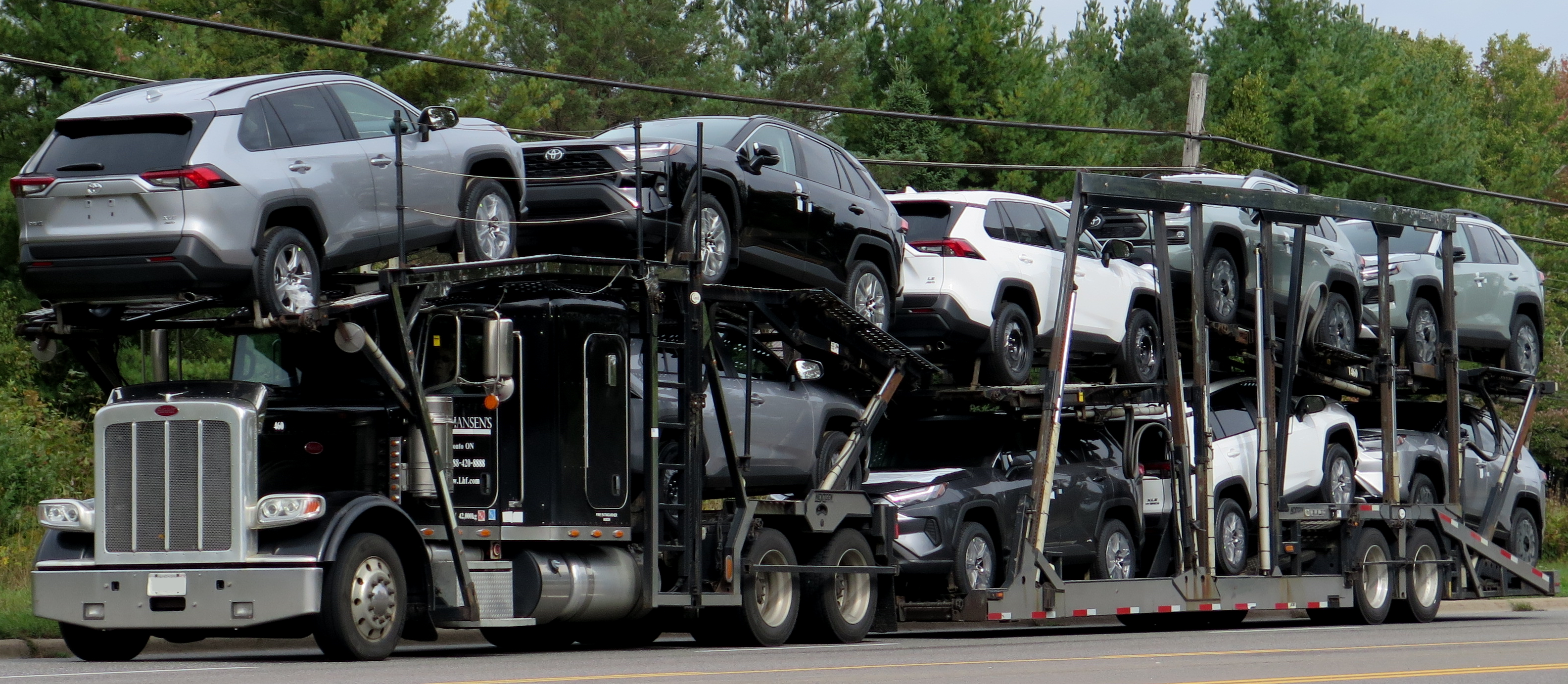
2015 Peterbilt 388 med ett biltransportsläp. Notera de 3 "extra" bilarna som placerats på själva dragbilen.

Biltransportsläp (engelska: Car carrier trailer) är en anordning för att på ett rationellt sätt frakta bilar landvägen med lastbil. Lastanordningen kan vara fast monterad på lastbilen eller vara separat som ett släp eller påhängsvagn.
Moderna biltransportsläp kan vara öppna eller inneslutna. De flesta kommersiella släpvagnar har inbyggda ramper för lastning och lossning av bilar, samt krafthydraulik för att höja och sänka dessa ramper. Detta möjliggör att kunna lasta och lossa oberoende av annan infrastruktur.

## Små biltransportsläp
Med små biltransportsläp avses anordningar som möjliggör för en privatperson med bilkörkort att med hjälp av en personbil frakta en enstaka bil.

## Stora biltransportsläp

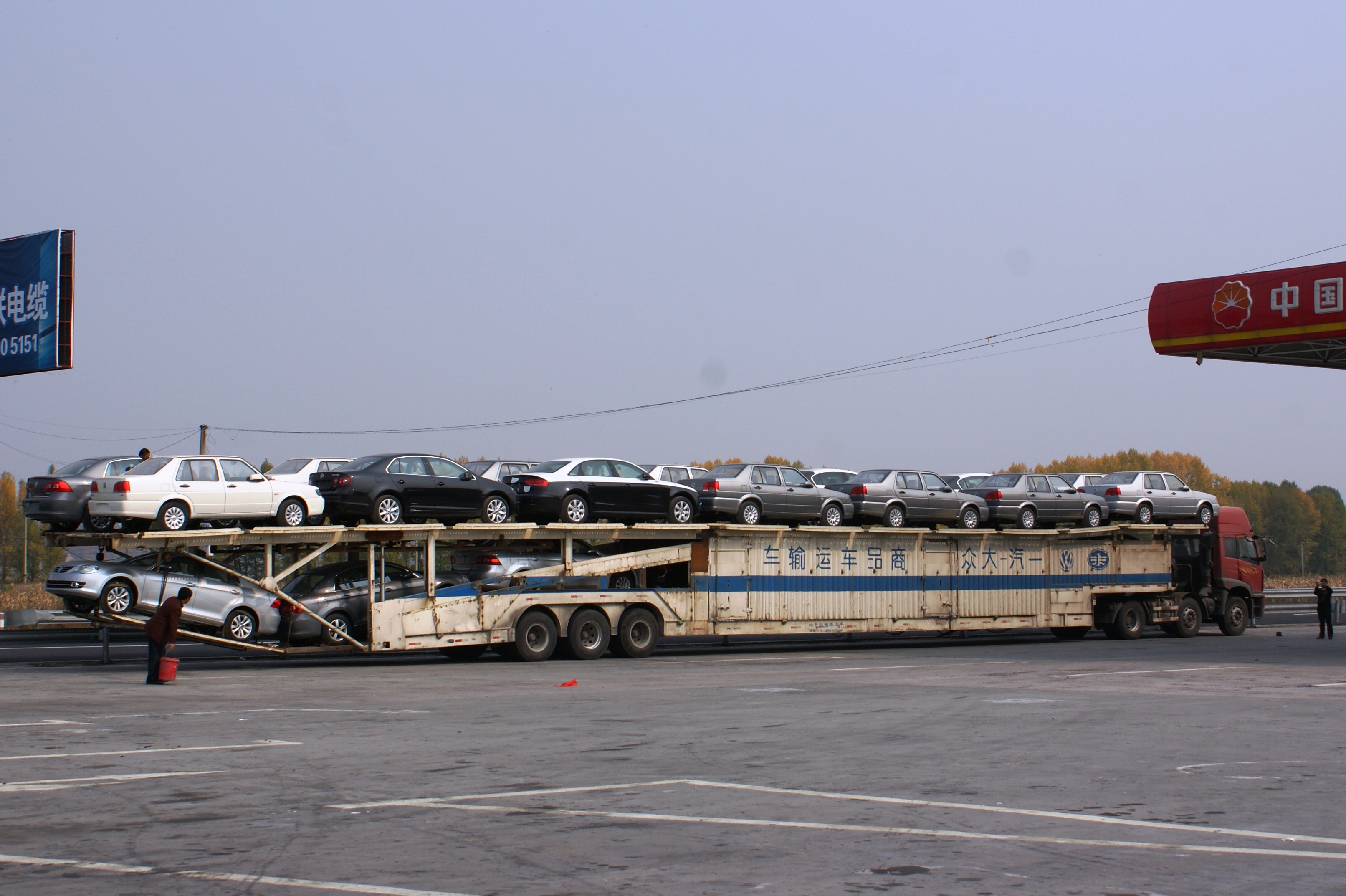
Kinesisk biltransport. Lägg märke till den långa längden och det övre lastdäcket med dubbelparkerade bilar.

Med stora biltransportsläp avses anordningar som möjliggör för en ensam förare att med hjälp av en lastbil på kommersiell basis frakta ett större antal bilar.

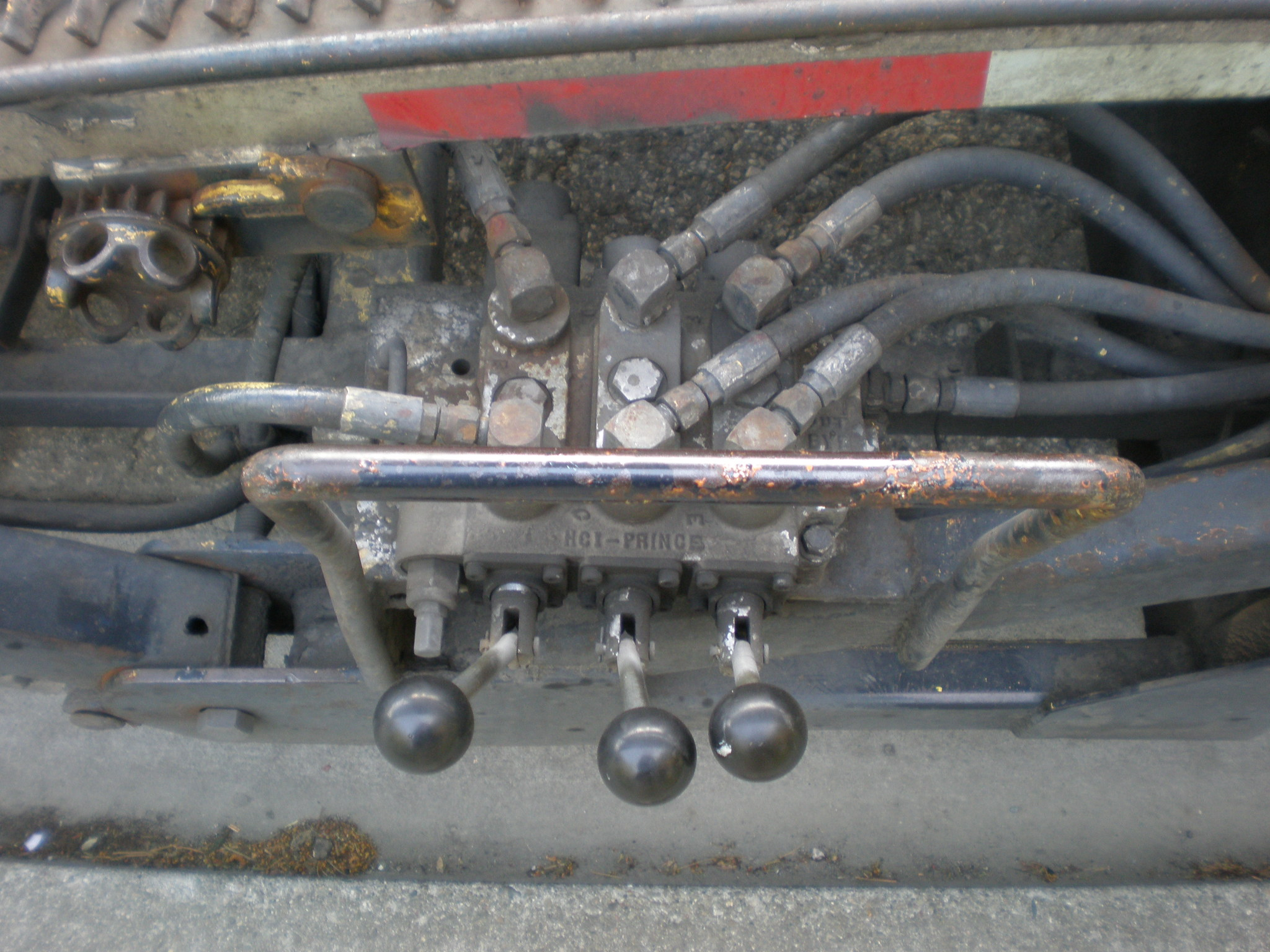
Hydrauliken som kontrollerar rampen

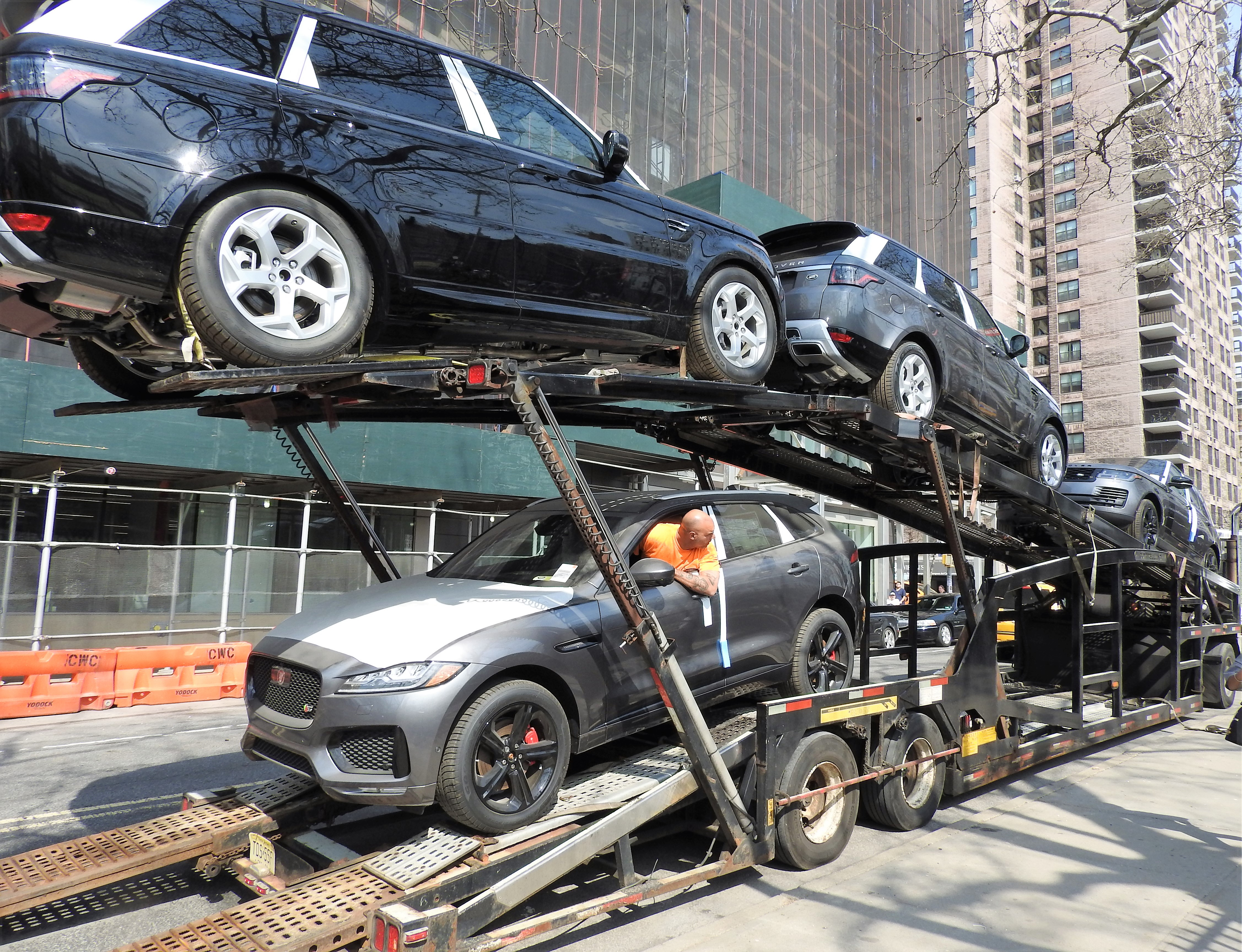
Släpet lastas

Stora transportsläp för bilar används vanligtvis för att skicka nya bilar från tillverkaren till bilhandlare. I USA är frakt av begagnade fordon också en stor industri. Sådan frakt kan efterfrågas av bilägare som flyttar en längre sträcka och väljer att frakta sin bil istället för att köra, samt bilköpare som köpt ett fordon på begagnatmarknaden (särskilt online) och behöver få detta levererat till sin plats.
Liksom andra påhängsvagnar fästs de flesta stora biltransportsläp på dragbilen med hjälp av en vändskiva. Biltransportsläp kan antingen vara inneslutna eller öppna. Ett inneslutet släp har väggar som ett konventionellt lådsläp, vilket ger de transporterade fordonen mer skydd till priset av lägre kapacitet. Ett öppet släp har en gles stålkonstruktion vilket ger en större lastkapacitet men som exponerar fordonen för väder och vind.
Ett amerikanskt släp för kommersiell biltransport bilar har vanligtvis, beroende på bilstorlek och släpmodell, en kapacitet på mellan 5 och 9 bilar. Kapaciteten begränsas också av tillåtna lastvikter, där enligt amerikansk lag ett enaxligt släp får som mest väga 20 000 pounds (9,1 ton), ett boggiesläp 34 000 pounds (15,4 ton) och ekipagets totalvikt som mest 80 000 pounds (36,3 ton). Fordon med betydligt högre kapacitet förekommer i vissa länder, till exempel i Kina där det finns släp med "dubbelparkering" på övre lastdäck.
Öppna biltransportsläp har vanligtvis lastdäck i två våningar, med båda däcken uppdelade i ett antal last- och förvaringsramper som med hydraulik kan sänkas och höjas oberoende av varandra. Till skillnad från dragbilar med flak, som ofta behöver transportera icke-körande fordon, är biltransportsläp normalt inte utrustade med lastare eller vinschar, utan förlitar sig på att fordonen kan köras på och av för egen maskin. Trailerhydrauliken gör att ramperna kan låsas i en sluttande position för att optimera staplingen. Bilen körs då in och säkras vid rampgolvet med kedjor, spärrhakar eller hjulremmar, varefter rampen kan manövreras till en sluttande position.
För att lasta fordon på det övre däcket av ett dubbeldäckat biltransportsläp kan den bakre halvan av däcket tippas och sänkas hydrauliskt, vilket bildar en uppkörningsramp till övre däck. Toppdäck lastas vanligtvis först och lastas av sist eftersom bilar på nedre däck kan göra det omöjligt att sänka toppdäcksrampen.
Trailerhydraulik manövreras med hjälp av en manöverenhet monterad på själva trailern.

## Övrig utrustning
För att ytterligare utöka lagringskapaciteten är vissa lastbilar, vanligtvis kallade stinger-enheter, utrustade med en "overhead" - ett extra förvaringsutrymme monterat ovanför lastbilshytten som är tillgängligt via den övre rampen på en släpvagn. Upp till 3 fordon kan lastas på lastbilen: ett ovanför taket på förarhytten och två över lastbilens boggie.